# FIMCAP
FIMCAP of F.I.M.C.A.P. is een internationale katholieke federatie van jeugdverenigingen die niet behoren tot een specifieke professionele beweging. De afkorting F.I.M.C.A.P. staat voor Fédération Internationale des Mouvements Catholiques d'Action Paroissale. Fimcap telt 33 organisaties in 29 landen uit 4 continenten.
De oorsprong van FIMCAP moet gezocht worden in de jaren vijftig, toen de verantwoordelijken van de Franse, Belgische en Nederlandse jeugdbewegingen al samenwerkten. Het project startte in Luzern waar een eerste conferentie werd gehouden. Fimcap wil kinderen en jongeren samenbrengen in hun vrije tijd. De verschillende organisaties hebben elk hun eigen werking en spelcultuur. Sommige organisaties brengen jongeren samen om inzichten te delen, anderen leggen de nadruk op het buiten spelen en als groep samenleven.
Fimcap wil benadrukken dat alle leden tot één wereldwijde gemeenschap behoren. Het ondersteunt haar organisaties en promoot onderlinge uitwisselingen en samenwerkingsverbanden.

## Leden
Europa
| Country                         | Name                                          | Acroniem |
| ------------------------------- | --------------------------------------------- | -------- |
| Roemenië                        | Asociația Grupurilor Locale de Tineret        | AGLT     |
| Litouwen                        | Ateitis                                       |          |
| België                          | Chirojeugd Vlaanderen                         |          |
| Spanje (Catalonië – Spanje)     | Coordinació Catalana                          | CCCCCE   |
| Slowakije                       | eRko – Hnutie kresťanských spoločenstiev detí | eRko     |
| Italië                          | Forum Oratori Italiani                        | FOI      |
| Denemarken / Sleeswijk-Holstein | Frivilligt Drenge- og Pige-Forbund            | FDF      |
| Nederland                       | Jong Nederland                                |          |
| Zwitserland                     | Jungwacht Blauring                            | JuBla    |
| Duitsland                       | Katholische junge Gemeinde                    | KjG      |
| Oostenrijk / Zuid-Tirol         | Katholische Jungschar                         |          |
| Hongarije                       | Katolikus Ifjúsági Mozgalom                   | KIM      |
| Malta                           | Żgħażagħ Azzjoni Kattolika                    | ŻAK      |

Afrika
- Chiro (Burundi)
- Kiro (Congo)
- Xaveri (Zuid-Afrika, Rwanda, Burundi, Oeganda, Congo)
- Chiro (Zuid-Afrika)
- CYO (Ghana, Sierra Leone, Nigeria)

Latijns-Amerika
- Jupach (Chili)
- Kiwo (Haïti)
- NIPPAC (Paraguay)

Azië
- ICYM (India)
- Chiro youth movement (Filipijnen)
- Pudabuwa niwasa (Sri Lanka)